# Okakura Kakuzō
En aquest nom japonès, el cognom és Okakura.
Okakura Kakuzō (japonès: 岡倉 覚 三), també conegut com a Okakura Tenshin (岡倉 天 心) (14 de febrer de 1862 - 2 de setembre de 1913) va ser un filòsof, escriptor, historiador i crític d'art japonès, director de l'Escola de Belles Arts de Tòquio (Tōkyō Bijutsu Gakkō).
Va néixer a Yokohama, al si d'una família de tradició samurai procedent de Fukui. Va estudiar a la Universitat Imperial de Tòquio, així com en una institució occidental on va aprendre l'idioma anglès. Es va especialitzar en filosofia i literatura anglesa, graduant-se en 1880. Va ser deixeble d'Ernest Francisco Fenollosa, historiador d'art nord-americà, estudiós i especialista de l'art japonès, professor de filosofia i economia política a la Universitat Imperial de Tòquio. Orientalista entusiasta que va fer molt per preservar l'art tradicional japonès, amb el qual va intentar recuperar les tradicions ancestrals japoneses, que s'estaven perdent amb el procés de modernització i occidentalització iniciat en l'era Meiji. Entre altres coses, va ser un gran promotor de l'art japonès tradicional (nihonga), contraposat a l'art occidentalista (yōga) que va tenir molt èxit entre finals del segle xix i principis del XX.
El 1902 va viatjar a l'Índia, on va conèixer a Rabindranath Tagore, amb qui de seguida va congeniar, sent un defensor com ell de la cultura tradicional dels seus països. Posteriorment es va instal·lar als Estats Units, on va ser nomenat assessor -i posteriorment curador- del Museu de Belles Arts de Boston, càrrec en el qual va succeir a Fenollosa. Aquí va realitzar una enorme tasca de recopilació i conservació d'art asiàtic, aconseguint una de les millors col·leccions del món en aquesta especialitat.
Les seves principals obres són: Els ideals de l'est (Londres, J. Murray, 1903), El despertar del Japó (Nova York, Century, 1904) i El llibre del te (Nova York, Putnam's, 1906).